# Okręty podwodne typu 214
Okręty podwodne typu 214 – niemiecki, eksportowy typ okrętów podwodnych z napędem elektrycznym, czerpiący konstrukcyjnie z efektów programów rozwojowych konstrukcji jednostek typów 209 oraz z dużymi zapożyczeniami z konstrukcji okrętów typu 212A. Okręty typu 214 są oceanicznymi jednostkami wyposażonymi w hybrydowy napęd niezależny od powietrza (AIP) w postaci ogniw paliwowych, o wysokich zdolnościach operacyjnych w zakresie zwalczania okrętów podwodnych, niskiej wyporności oraz sygnaturze akustycznej, z silnym uzbrojeniem oraz zestawem sensorów.

## Geneza
Rozwój konstrukcyjny okrętów tego typu stanowił kolejny krok w rozwoju nie-nuklearnych jednostek podwodnych, z myślą o budowie okrętów dla odbiorców zagranicznych. Rezultatem programu badawczo-konstrukcyjnego (B+R, R&D), był projekt stanowiący sumę doświadczeń uzyskanych podczas wielu lat rozwoju okrętów typu 209 – największego niemieckiego powojennego sukcesu eksportowego w dziedzinie okrętów podwodnych, czerpiący także z technologii i projektów opracowanych dla jednostek typu 212A. W 1997 roku, decyzją niemieckiego ministerstwa obrony projekt został oznaczony jako 214, zaś w roku 1998 został zaaprobowany dla odbiorców zagranicznych. W roku 2000, pierwszym nabywcą okrętu została grecka marynarka wojenna.

## Konstrukcja
W efekcie założeń konstrukcyjnych oraz programu R&D, powstał projekt hybrydowych oceanicznych okrętów podwodnych, wyspecjalizowanych w zwalczaniu innych jednostek podwodnych (SSK), o dużych jednak zdolnościach zwalczania jednostek nawodnych. Kluczowa cechą projektu była jego modułowa koncepcja, co zapewniało zwartą podstawę konstrukcyjną o dużej jednak elastyczności w dostosowywaniu do potrzeb nabywcy. Podstawowe ramy projektu zapewniają możliwość zastosowania ponad 20 opcji konfiguracyjnych wyposażenia, ładunku (np. broni) i charakterystyk taktyczno-operacyjnych, które umożliwić miały spełnienie specyficznych potrzeb marynarek wojennych nabywców. Cecha ta umożliwia także łatwą i relatywnie tanią modyfikację okrętów już w trakcie służby, w miarę zmiany potrzeb użytkownika lub rozwoju technologicznego skutkującego wdrażaniem nowych rozwiązań technicznych.
Typ 214 ma kadłub sztywny o stałej średnicy, w odróżnieniu od jednostek typu 212A z kadłubem sztywnym o dwóch różnych średnicach, przy czym tylna część okrętu nie mieści kwater członków załogi zaś w aspekcie bieżącego działania znajdujących się w niej urządzeń, jest bezobsługowa. Ta część okrętów mieści głównie systemy i wyposażenie związane z siłownią oraz systemy operacyjne. Z uwagi na konieczność zapewnienia niewielkiej sygnatury akustycznej (akustycznego stealth), kadłub został hydrodynamicznie zoptymalizowany w celu redukcji szumów generowanych przez opływającą go wodę, co zaowocowało redukcją poziomu emitowanego do otoczenia hałasu, zmniejszeniem ryzyka wykrycia oraz zwiększeniem możliwości detekcji celów przez własny układ sonarowy.

### Kadłub
| Długość           | 65 m    |
| Wysokość          | 13 m    |
| Średnica          | 6,30 m  |
| Wyporność nawodna | 1700 m³ |
| Rezerwa wyporu    | > 10%   |

Kadłub sztywny jednostek 214 wykonany został w głównej mierze z ferromagnetycznej stali HY-100. Obok jej wysokiej wytrzymałości, materiał ten ma specjalne właściwości elastyczne, co ma znacznie nie tylko z punktu widzenia zmian ciśnienia, lecz także na wypadek kolizji lub wpadnięcia na podwodne skały. Przy swoich parametrach, kadłub umożliwia jednostkom 214 bezpieczne zanurzenie na głębokość testową 400 metrów. Kadłub sztywny spełnia wymogi niemieckiej normy BV 01111 w wersji oficjalnie zatwierdzonej 1989 roku oraz w zakresie systemu rurociągów – normy dla materiałów obronnych VG 95876. W zakresie odporności na wstrząsy, kadłub został zaprojektowany z uwzględnieniem norm NATO oraz niemieckich wymagań BV 0430.

### System napędowy i energetyczny
Podstawą systemu energetycznego okrętów typu 214 są 2 generatory Diesla MTU16V396 wytwarzające prąd elektryczny niezbędny do ładowania akumulatorów srebrowo-cynkowych i aluminiowych (600-900V) oraz silnika elektrycznego Permasyn. Układ uzupełniają dwa moduły ogniw paliwowych służących do ładowania akumulatorów gdy okręt znajduje się w położeniu podwodnym, bądź też mogą zapewniać energię bezpośrednio dla silnika elektrycznego. W całym systemie ogniwa paliwowe pełnią rolę pomocniczą względem układu generator elektryczny – akumulatory – silnik elektryczny, toteż system ten nosi nazwę hybrydowego, łączącego spalinowo-elektryczny z układem niezależnym od dostępu powietrza (AIP).
| Moc                              | 120 kW        |
| Liczba ogniw                     | 320           |
| Natężenie                        | 560 A         |
| Napięcie                         | 215 V         |
| Ciśnienie wodoru                 | 2,3 bar       |
| Ciśnienie tlenu                  | 2,6 bar       |
| Temperatura pracy                | 70-80 °C      |
| Wymiary                          | 176x53x50 cm³ |
| Waga wraz ze zbiornikami         | 900 kg        |
| Wydajność przy pełnym obciążeniu | 56%           |
| Wydajność przy obciążeniu 20%    | 68%           |

W odróżnieniu od jednostek typu 212A w których zainstalowanych jest 9 modułów Siemensa BZM 34 o mocy 34 kW, w jednostkach typu 214 zainstalowane są dwa moduły PEM BZM 120 z 390 ogniwami paliwowymi, podłączone do systemu energetycznego okrętu za pośrednictwem przetwornicy DC-DC, umożliwiającej przystosowanie ogniw paliwowych do odpowiedniego dla baterii elektrycznych poziomu napięcia. Moc ogniw opracowanych dla jednostek 214 wynosi 120 kW, przy gęstości mocy ~1000 mA/cm² @ 0.70V. Niezbędny do działania ogniw tlen przechowywany jest w formie ciekłej (kriogenicznej) w temperaturze -180 °C, w osobnych zaś zbiornikach przechowywany jest wodór chemicznie połączony z wodorkami (stop Fe/Ti), który jest oddzielany od wodorków przez niewielkie podgrzanie w drodze ochładzania wody otrzymywanej z działania ogniw. System ten jest relatywnie skomplikowany technologicznie, jednakże jego wydajność w zakresie zasięgu okrętu w warunkach całkowitego zanurzenia okrętu jest około dziesięciokrotnie wyższa, od zasięgu uzyskiwanego przy korzystaniu z akumulatora kwasowo-ołowiowego, będącego współczesnym standardem w tego typu zastosowaniach militarnych.
W całkowicie bezgłośnej reakcji chemicznej, której jedyną substancją odpadową jest woda (H2O), ogniwa paliwowe wytwarzają energię elektryczną umożliwiającą w zależności od potrzeby ładowanie baterii elektrycznych lub napęd silnika elektrycznego dla cichych operacji z niewielką prędkością – w przypadku zaś konieczności nagłego przyspieszenia, niezbędna jest zmiana źródła energii na baterie elektryczne.

### Zasięg podwodny i prędkość
Przy standardowym profilu operacyjnym zakładającym 50 dni operacji w morzu z załogą liczącą 27 osób (+ 8 praktykantów), U214 może kilkakrotnie w ciągu jednej misji osiągnąć podwodną prędkość maksymalną 16 do ponad 20 węzłów utrzymując ją za każdym razem przez kilka godzin. W zależności od rezerwy substancji reagujących zgromadzonych w okręcie, jednostka typu 214 może operować w nieprzerwanym zanurzeniu przez okres do 3 tygodni, pływając z prędkością 2 do 6 węzłów. Z użyciem w pełni naładowanych baterii elektrycznych, zdolna jest do trwającego kilka godzin sprintu w pełnym zanurzeniu, po czym do natychmiastowego przejścia do ultra-cichego pływania z użyciem napędu AIP, bez potrzeby wynurzenia, czy też pływania na głębokości peryskopowej z użyciem chrap celem ładowania baterii.

### Zestaw broni
Jednostki 214 wyposażone są w 8 umieszczonych w przedniej grodzi pełnowymiarowych wyrzutni torpedowych kalibru 533 mm, z których torpedy wypływają dzięki własnemu napędowi (wyrzutnie typu swim-out). Wyrzutnie te umożliwiają wystrzeliwanie wszelkiego rodzaju torped, przy czym wyrzutnie numer 3, 4, 7 i 8 wyposażone są w system umożliwiający wystrzeliwanie pocisków rakietowych oraz manewrujących. Opcjonalnie jednak, podobnie jak w przypadku okrętów typu 212 oraz izraelskich jednostek typu 800 (Delfin), wszystkie wyrzutnie mogą zostać przystosowane do wystrzeliwania takich pocisków. Oprócz 8 torped w wyrzutniach, dodatkowe 8 torped przechowywane jest w sposób umożliwiający szybkie przeładowanie, co zapewnia miejsce na łącznie 16 torped plus wolna przestrzeń w specjalnych rynnach, służących szybkiej wymianie torped bądź zamianie na mieszany zestaw torped, min oraz pocisków rakietowych. Inną opcją jest możliwość wystrzeliwania z wyrzutni torpedowych przeciw-śmigłowcowych pocisków rakietowych, oraz instalacja po obu stronach pokładu wyrzutni pułapek przeciwtorpedowych. Zestaw samych torped uzależniony jest od użytkownika okrętu, i w przypadku greckiej marynarki wojennej obejmuje on włoskie torpedy ciężkie typu Black Shark, możliwe jest jednak użycie także innych torped, np. niemieckich typu DM2A4.

## Nabywcy
- Grecja: „Papanikolis”, „Pipinos”, „Matrozos”, „Katsonis”
- Korea Południowa: „Son Won-il”, „Jeong Ji”, „An Jung-geun”, „Kim Jwa-jin”, „Yun Bong-gil”, „Ryu Gwansun”, „Hong Bem-do”, „Lee Beom-seok”, „Shin Dol-seok”
- Portugalia: „Tridente”, „Arpão”
- Turcja: TCG „Piri Reis”

## Analiza porównawcza
W ramach porównania właściwości operacyjnych niektórych typów współczesnych okrętów podwodnych, dokonanego w Akademii Marynarki Wojennej za pomocą komputerowej analizy danych matematycznych, konstrukcja typu 214 zajęła jedno z wyższych miejsc w większości badanych parametrów z operacyjnego i operacyjno-taktycznego punktu widzenia. Obok konstrukcji typu 214, w badaniu porównano właściwości jednostek typów 212A, Agosta 90B i Agosta 90B (MESMA-AIP), Collins (Stirling-AIP), Dolphin, Gotland (Stirling-AIP), projektu 677 Lada, Scorpène i Scorpène (MESMA-AIP). Porównaniu podlegały potencjał bojowy, potencjał morski, potencjał ogniowy oraz torpedowy potencjał ogniowy. Jakkolwiek wyniki tej analizy nie mogą zdecydować o jednoznacznym uznaniu wyższości jednego typu nad drugim, chociażby z racji nie brania pod uwagę w analizie potencjału ogniowego tak istotnych parametrów jak liczba celów do których jednoczesnego zwalczania zdolny jest okrętowy system kontroli ognia, czy też jakość systemu sonarowego, zwraca uwagę wysoka pozycja typu 214 zarówno w aspekcie potencjału bojowego, jak i potencjału morskiego.
| Typ              | Potencjał bojowy | Potencjał morski | Potencjał ogniowy | Torpedowy potencjał ogniowy |
| ---------------- | ---------------- | ---------------- | ----------------- | --------------------------- |
| 212A             | 1,22             | 1,69             | 1,17              | 0,25                        |
| Dolphin          | 1,21             | 0,81             | 1,66              | 0,45                        |
| 214              | 0,95             | 1,75             | 0,62              | 0,33                        |
| Scorpene (AIP)   | 0,88             | 1,00             | 0,93              | 0,37                        |
| Collins          | 0,71             | 0,72             | 0,75              | 0,44                        |
| Agosta 90B (AIP) | 0,70             | 0,98             | 0,59              | 0,29                        |
| Lada             | 0,65             | 0,92             | 0,53              | 0,26                        |
| Scorpene         | 0,65             | 0,69             | 0,65              | 0,37                        |
| Gotland (AIP)    | 0,63             | 1,04             | 0,42              | 0,38                        |
| Agosta 90B       | 0,61             | 0,67             | 0,59              | 0,29                        |
| 636              | 0,59             | 0,73             | 0,53              | 0,26                        |